# Endometrioza
Endometrioza je stanje, pri katerem raste tkivo, ki je podobno tkivu, ki normalno tvori notranjo plast maternice (endometrij), tudi izven maternične votline. To lahko vodi do resnih zdravstvenih težav in neplodnosti, lahko pa poteka brez očitnih znakov. Bolezen je najpogostejša pri ženskah v rodni dobi, pri katerih je ena najpogostejših bolezni sploh.

## Epidemiologija
Ocenjujejo, da endometrioza prizadene okoli 3−7 % žensk v rodnem obdobju vendar prava incidenca ni znana. Pogosto je endometrioza naključna najdba pri nekaterih ženskah ki ne kažejo nobenih simptomov (laparoskopija ali laparotomija je bila izvedena zaradi nekega drugega stanja). Najpogosteje se pojavlja pri ženskah med 30. in 45. letom starosti. Skoraj nikoli pa je ne najdemo izven rodnega obdobja, saj je endometrij tudi izven maternice stimuliran z istimi ženskimi spolnimi hormoni kot znotraj maternice.

## Pojavljanje in izgled
Endometrioza se pojavlja na organih v trebušni votlini. Število zasevkov endometrija je lahko različno, od nekaj cist, omejenih na en predel pa vse do velikega števila cist po celotni trebušni votlini. Najpogosteje se pojavljajo na jajčnikih, v prostoru med maternico in zadnjikom, na zadnjem delu debelega črevesa in na ligamentih maternice, lahko pa se pojavljajo tudi drugje. Velike so lahko od velikosti bucikine glavice do 50 mm ali več.
Ciste, ki so posledica endometrioze, so različno obarvane, modrikaste, črne pa vse do rjave. Spreminjanje barv je posledica krvavitve in razpada hemoglobina. Zaradi rjave barve ciste včasih imenujemo tudi »čokoladne ciste«. Področje krvavitve se zaceli in na tem mestu nastanejo brazgotine, ki se lahko kažejo kot izbokline na trebušni mreni. Pogosteje pa takšne brazgotine povzročijo zraščanje trebušnih organov skupaj. Zarastline pogosteje povzročajo večje ciste, ki hitreje počijo.

## Vzroki
Vzrok endometrioze je neznan. Pospešuje jo hormon estrogen, ki je potreben za rast maternične sluznice. 
Prva in najbolj uveljavljena teorija govori o retrogradni menstruaciji. Menstrualna kri se prek jajcevodov izloči v trebušno votlino. Retrogradni tok menstruacijske krvi se pojavlja pri večini žensk, ni pa popolnoma jasno, zakaj pri nekaterih pride do endometrioze, pri drugih pa ne.
Navadno lahko imunski sistem sam odstrani te ostanke krvi, lahko pa se ostanki vsadijo in začno rasti ter tako sami zase tvorijo endometriozo. 
Druga teorija zagovarja metaplazijo embrionalnih celic. Med razvojem zarodka bi se te zarodne celice naj namestile v mali medenici in se razvile v Müllerjeve vode. Tretja teorija pravi, da emboli endometrijskega tkiva potujejo prek limfnih in krvnih žil in se zasidrajo na določenih mestih.
Endometrioza je dedna. Možno je tudi, da je danes endometrioza pogostejša zato, ker je manj nosečnosti, pa tudi pojavnost le-te v kasnejši rodni dobi in je s tem manj »zdravilnih« premorov menstruacije.

## Simptomi
Najpogostejši simptom je bolečina; ta se pojavi pri več kot 80 % prizadetih ženskah. Bolečina se pojavi pred menstruacijo, se stopnjuje in je najmočnejša med menstruacijo, nato pa postopoma izzveni. Bolečina je lahko generalizirana, se pravi da boli celoten trebuh, lahko pa je omejena na točno določeno mesto. Globoka disparevnija (boleč spolni odnos) prizadene približno 40 % obolelih.
Motnje menstruacije prizadenejo približno 20 % obolelih. Kažejo se kot madeži na perilu pred menstruacijo, prekomerna krvavitev med menstruacijo ali kot neredna mentruacija. Če so ciste prisotne v steni mehurja, lahko pride do t. i. menstruacijske hematurije (prisotnosti krvi v urinu).
Neplodnost se pojavi pri približno 30 % žensk z endometriozo. Neplodnost je logična, kadar je endometrioza obsežna in sta prizadeta in zamašena oba jajcevoda. Manj pa je jasno, zakaj se neplodnost ali zmanjšana plodnost pojavi tudi pri blažjih oblikah endometrioze. Najverjetneje imunološki faktorji v trebušni votlini zmanjšajo normalno gibanje spolnih celic in s tem plodnost.

## Diagnoza
S samim fizičnim pregledom diagnoze ne moremo postaviti, odkrijemo lahko kvečjemu povečane jajčnike, nenormalno lego maternice in na dotik občutljive vozliče v trebušni votlini.
Endometriozo lahko nakažejo preiskave kot so ultrazvokom, CT ali  magnetna resonanca(MRI), vendar pregled ni zanesljiv, ker so področja endometrioze velikokrat premajhna.
Edina gotova metoda za odkrivanje endometrioze je laparoskopija. S to metodo lahko vidimo število in lokacijo sprememb. Pri dolgotrajni bolezni je ta postopek lahko težaven zaradi obilnih zarastlin v trebušni votlini. Zdravljenje endometrioze brez laparoskopske potrditve ni dovoljeno.
Diferencialno diagnostično je ob simptomih endometrioze potrebno pomisliti še na vnetje v mali medenici ter tumorje jajčnikov ali debelega črevesa.

## Zdravljenje
Ponovitev endometrioze je pogost pojav. Zasledimo do 50 % ponovitev v 5 letih, odvisno od starosti ženske, obsežnosti endometrioze in kvalitete kirurškega posega. 
Obstaja več načinov zdravljenja, vendar noben pristop ni primeren za vse bolnice. Ameriško združenje za reproduktivno medicino pravi: »Endometriozo je treba obravnavati kot kronično bolezen, ki zahteva vseživljenjski načrt zdravljenja. Cilj tega je večja uporaba zdravil in preprečevanje večkratnih kirurških posegov.«
Trenutno endometrioze ne znamo zdraviti. Naravna ali umetna menopavza zavre proces. Odstranitev maternice in jajčnikov ni zagotovilo, da se področja endometrioze in simptomi ne bodo vrnili. Velikokrat je dovolj konzervativno zdravljenje z lajšanjem bolečin in zdravljenje neplodnosti. 
- Bolečine blažimo podobno kot druge bolečine (tudi akupunktura).
- Hormonsko lahko preprečimo menstruacije (za nekaj mesecev ali celo let).
- Operativno zdravljenje je dobra izbira pri razraščeni endometriozi ali pri hudih bolečinah (laparoskopija, laporotomija, histerektomija).

Pogosto je potreben operativni poseg. Metoda vključuje laparoskopsko operacijo, ki omogoča odstranitev endometriotičnih lezij, odstranitev endometriotičnih cist ali delitev sprijemkov. Pri tem je pogosto potrebno zdravljenje nadaljevati z zdravili, kar ne prepreči, zmanjšuje pa možnost ponovitve. Zdravljenje z zdravili je upravičeno zlasti ob ponovitvi simptomov.